# Gioan Trần Văn Nhàn
Gioan Trần Văn Nhàn (tiếng Anh: John Nhan Tran, ban đầu được truyền thông Việt ngữ ghi nhận với tên Trần Nhân; sinh ngày 6 tháng 2 năm 1966) là một giám mục Công giáo Hoa Kỳ gốc Việt, hiện là Giám mục phụ tá Tổng giáo phận Atlanta, bang Georgia, Hoa Kỳ.
Ông là vị giám mục người Mỹ gốc Việt thứ ba được bổ nhiệm chức vị giám mục Công giáo, phục vụ Giáo hội Công giáo tại Hoa Kỳ, sau hai giám mục Đa Minh Mai Thanh Lương (2003) và Tôma Nguyễn Thái Thành (2017). Ông có thể sử dụng hai ngôn ngữ: tiếng Anh và tiếng Việt.

## Thân thế
Giám mục Gioan Trần Văn Nhàn sinh ngày 6 tháng 2 năm 1966 trong một gia đình bảy người gồm song thân và năm người con: bốn trai và một gái, tại Bình Giã, Phước Tuy (nay là huyện Châu Đức, tỉnh Bà Rịa - Vũng Tàu), thuộc giáo họ Văn Yên, giáo xứ Vinh Châu, giáo hạt Bình Giả, giáo phận Bà Rịa.  Thân phụ ông là Gioan Trần Văn Dũng và thân mẫu là bà Anna Nguyễn Thị Lài. Vì lý lịch Công giáo của mình (do là thành viên của nhóm Thanh Niên Công giáo), vào thập niên 1950, thân phụ ông từng bị chính quyền Việt Nam Dân chủ Cộng hòa tuyên án 18 năm tù và thi hành án ở trại tập trung. Sau ba năm, ông này đã trốn thoát được. Sau đó, thân phụ Trần Văn Nhàn chuyển đến sinh sống tại Thành phố Sài Gòn. Thân phụ và thân mẫu của cậu Nhàn bị bắn nhầm vào năm 1968 khi nhặt củi để nấu nướng (do tưởng nhầm là người Cộng sản). Thân phụ may mắn sống sót, tuy vậy thân mẫu cậu đã không qua khỏi, trong khi một người anh cả của ông là Gioan Trần Văn Hưởng cũng qua đời (ở độ tuổi trung học, 13 tuổi) do bom mìn vài năm sau khi người mẹ qua đời. Thân phụ ông sau đó đã tái hôn. Định cư tại Hoa Kỳ, thân phụ ông hành nghề rửa xe, làm vườn và bất kỳ công việc nào cần thuê người. Mẹ kế của ông hiện vẫn còn sống, trong khi thân phụ ông đã qua đời ngày 8 tháng 2 năm 2010 tại New Orleans. Hiện các một người anh em và một chị em cùng cha khác mẹ của ông đang sinh sống tại New Orleans; trong khi một người anh của ông số tại Alabama và chị gái tại Slidell, Louisiana. Người em trai của ông qua đời một vài năm trước.
Việc trốn thoát thành công có phần công do người chú của cậu làm trong quân đội và thuộc nhóm tình báo, đã biết tình hình và đề cập đến chuyện này cho thân phụ cậu Nhàn. Từ tháng 4 năm 1975, người này đã lên tiếng cảnh báo gia đình rằng cuộc chiến sẽ sớm kết thúc. Trần Văn Nhàn cho rằng một trong những lý do thân phụ ông chọn cách rời bỏ Việt Nam là vì ông tin rằng mình [và gia đình] sẽ không thể thực hành đức tin Công giáo của mình dưới chế độ mới. Cậu bé Nhàn rời Việt Nam năm 9 tuổi (1975) trên một chiếc xà lan ra đi từ Bến Bạch Đằng, Đô thành Sài Gòn, vào tháng 4 năm 1975. Cậu và gia đình đó được chấp thuận cho tị nạn ở Louisiana, Hoa Kỳ. Gia đình cậu, gồm mẹ kế, dì, chú bác và anh em ông đã được tàu Hoa Kỳ cứu thoát sau khi hết nước uống giữa Biển Đông. Cậu Nhàn thừa nhận cậu không hiểu rõ [tính nghiêm trọng] của vấn đề vào thời điểm này do còn quá nhỏ. Con thuyền giải cứu nhóm thuyền nhân đưa họ đến Philippines, sau đó vài giờ nhanh chóng chuyển họ đến đảo Guam. Gia đình cậu Nhàn sau đó được đưa đến tạm cư tại một trung tâm xử lý các người tị nạn của Chiến tranh Việt Nam ở Fort Chaffee, bang Arkansas, Hoa Kỳ. Với sự đồng ý bảo trợ của một gia đình tại Algiers, thành phố New Orleans, bang Louisiana, gia đình cậu Nhàn chuyển đến sinh sống tại bang Louisiana vài tháng sau khi đến trung tâm xử lý người tị nạn.

## Thiếu thời và tu học
Sau khi đến định cư tại bang Louisiana, cậu Trần Văn Nhàn được cho vào học lớp 4 trường Edna Karr Junior High, New Orleans dù không có bất kỳ kiến thức nào về Anh ngữ. Trong một thời điểm, cậu đã vào Dòng Đức Mẹ Đồng Công (nay Dòng Mẹ Chúa Cứu Chuộc) làm đệ tử lớp 8 cho năm 1979-1980. Cậu Nhàn ở nhà Dòng được ba ngày thôi vì hoàn cảnh gia đình. Từ năm lớp 8, sau khi biết về thông tin của một trường trung học do các linh mục dòng Don Bosco điều hành ở Goshen, New York, cậu Nhàn viết nhiều thư từ gửi đến hiệu trưởng trường này để tìm cơ hội được chuyển đến đây theo học. Các linh mục [vì nhận thấy hoàn cảnh khó khăn của cậu] đã quyết định trợ cấp cho cậu theo học ở trường này và cậu rời gia đình để theo học trung học tại ngôi trường này.
Rời New York, cậu theo học trường Cao đẳng Don Bosco (Tiền chủng viện; seminary college), New Jersey trong vòng một năm trước khi trở lại nơi định cư gốc là New Orleans, theo học Đại Chủng viện Thánh Giuse (Saint Joseph), Saint Benedict, Louisiana. Năm 1989, Trần Văn Nhàn tốt nghiệp với văn bằng cử nhân Đại Chủng viện Thánh Giuse (Saint Joseph), Saint Benedict, Louisiana. Chủng sinh Gioan Nhàn sau đó hoàn thành nghiên cứu thần học của mình tại Chủng viện Đức Bà (Notre Dame) ở New Orleans, lấy bằng  Thạc sĩ Thần học (1992).

## Thời kỳ linh mục
Phó tế Trần Văn Nhàn được thụ phong linh mục vào ngày 30 tháng 5 năm 1992, là linh mục thuộc Tổng giáo phận New Orleans, bang Louisiana, Hoa Kỳ. Chủ sự nghi thức truyền chức linh mục là Tổng giám mục New Orleans Francis Bible Schulte. Ông không có khẩu hiệu đời linh mục của mình và nhận thấy rằng các linh mục thường không có các khẩu hiệu, phương châm riêng. Tuy vậy, linh mục Trần Văn Nhàn cho biết ông ấn tượng với câu Thánh Kinh: I did not come to call the righteous but sinners (Ta không đến để kêu gọi người công chính, nhưng kêu gọi người tội lỗi). Nói về việc trở thành một linh mục trong một cuộc phỏng vấn vào năm 2015, ông cho biết rằng chưa bao giờ có một khoảnh khắc nào ông khẳng định rằng mình muốn trở thành một linh mục.
Trong thời kỳ linh mục, ông từng đảm nhận nhiều vai trò mục vụ khác nhau (8 giáo xứ trong suốt thời kỳ linh mục), lần lượt đảm nhận chức vụ linh mục trợ tá (linh mục phó xứ; parochial vicar) các giáo xứ: Giáo xứ Đức Mẹ Lộ Đức, Violet (giai đoạn từ năm 1992 đến năm 1995), Đức Mẹ Thăm viếng, Marrero (giai đoạn từ năm 1995 đến năm 1997), Thánh Angela Merici, Metairie (trong hai năm 1997 và 1998) và Giáo xứ Đức mẹ Chúa Quan phòng (Lady of Divine Providence), Metairie (giai đoạn từ năm 1999 đến năm 2001). 
Từ năm 2001 đến năm 2003, ông đảm nhận vai trò chính xứ giáo xứ Thánh Louis de Marillac ở Arabi, sau đó đảm nhận chức vụ chính xứ tại các giáo xứ như: Thánh Bônavêntura (Saint Bonaventure) ở Avondale (giai đoạn từ năm 2003 đến năm 2007), Thánh Jeanne d'Arc (Saint Joan of Arc) ở LaPlace (giai đoạn từ năm 2007 đến năm 2015) và Maria, Nữ vương Hòa Bình (Mary, Queen of Peace) ở Mandeville (từ năm 2014 (từ năm 2015 theo tư liệu Tòa Thánh)). Vào thời điểm xảy ra bão Katrina, linh mục Nhàn đang thi hành mục vụ tại Giáo xứ Thánh Bônavêntura, cũng như kiêm nhiệm chức Tuyên úy Sở cảnh sát St. Bernard. Ông đã cử hành các thánh lễ Công giáo tại nhiều nơi để phục vụ nhu cầu tôn giáo của các tín đồ: các bãi đậu xe, viện dưỡng lão, bàn thờ tạm,...
Năm 2015, linh mục Trần Nhàn được ghi nhận đã hiến thận cho một linh mục gốc Việt là linh mục Thành Nguyễn, quản nhiệm giáo xứ Đức Mẹ Hằng Cứu Giúp ở Oklahoma City, Oklahoma. Cả hai đã quen biết nhau từ thời còn là chủng sinh. Ca phẫu thuật đã diễn ra thành công vào ngày 17 tháng 8 năm 2015. Sau nhiều năm đề nghị có được thông tin của cơ quan điều phối việc hiến thận từ linh mục Thành, cuối cùng linh mục Nhàn được cung cấp số này vào năm 2015. Để xét nghiệm điều kiện hiến thận, ông đã hủy một chuyến hành hương đến Tây Ban Nha, và nhập viện lần đầu tiên để hoàn thành xét nghiệm.
Năm 2017, trong hoàn cảnh tái thiết hậu quả của cơn bão Harvey, vốn làm ngập lụt nặng nề Houston và Beaumont, Texas, linh mục Nhàn đã tuyển chọn một số giáo dân đến hỗ trợ giáo Beaumont vào các ngày cuối tuần để hỗ trợ các vật dụng, cũng như hỗ trợ tháo dỡ nhà cửa bị thiệt hại của giáo dân thuộc giáo xứ Đức Mẹ Lên Trời (Our Lady of the Assumption Church) ở Beaumont và Giáo xứ Thánh Phanxicô Thành Assisi (St. Francis of Assisi) tại Orange. Giáo xứ cũng đã hỗ trợ các vật dụng cũng như tiền cho hai giáo phận [bị thiệt hại] là Giáo phận Beaumont và Tổng giáo phận Galveston-Houston.
Linh mục Nhàn là thành viên Hiệp sĩ Columbus và có nhiều hoạt động tích cực để hỗ trợ cho cộng đồng gốc Việt tại địa phương. Trong thời kỳ đảm nhận vai trò linh mục, Giám mục Gioan Trần Nhàn cũng tham gia các hội đồng và ủy ban thuộc Tổng giáo phận New Orleans như Chủ tịch Hội đồng Linh mục Tổng giáo phận New Orleans, thành viên Ban Tư vấn. Ông cũng tham gia Hội đồng Hạt Trưởng, với vai trò Hạt trưởng Hạt St. John - St. Charles.

## Thời kỳ giám mục
Giám mục Tân cử Trần Văn Nhàn đã nhận được cuộc gọi vấn ý bổ nhiệm từ Sứ thần Tòa Thánh tại Hoa Kỳ Christophe Pierre (vào ngày 16 tháng 10 năm 2022) và cho biết ông lo lắng trước thông tin bổ nhiệm. Ông sau đó chấp thuận việc bổ nhiệm sau khi dành thời gian cầu nguyện. Chia sẻ trong cuộc họp báo công bố tin tức bổ nhiệm, Giám mục Tân cử cho biết Sứ thần Tòa Thánh đã năm lần liên lạc qua điện thoại không thành công khi cố gắng liên lạc với ông, và cuộc gọi cuối cùng, tuy cũng không trực tiếp trò chuyện, nhưng qua thư thoại và nhận ra Sứ thần Pierre. Sau một vài ngày kể từ khi nhận được ý kiến về khả thể bổ nhiệm, linh mục Nhàn đồng ý với việc bổ nhiệm.
Ngày 25 tháng 10 năm 2022, Tòa Thánh công bố tin Giáo hoàng đã bổ nhiệm linh mục Gioan Nhàn làm Giám mục phụ tá Tổng giáo phận Atlanta, Hoa Kỳ. Cùng với chức vị trên, ông còn mang danh nghĩa Giám mục Hiệu tòa Tullia. Ông dự kiến sẽ được truyền chức giám mục vào ngày 23 tháng 1 năm 2023, (tức mồng Hai Tết Nguyên Đán) tại Nhà thờ Chúa Kitô Vua, Atlanta. Tin tức bổ nhiệm cũng được chính thức công bố từ Thủ đô Hoa Kỳ Washington, D.C. bởi Sứ thần Tòa Thánh Pierre vào cùng ngày 25 tháng 10. Một cuộc họp báo để công bố tin bổ nhiệm cũng được tổ chức tại Atlanta trong cùng ngày.
Tổng giám mục Atlanta Gregory J. Hartmayer tuyên bố ông hoan nghênh tin bổ nhiệm tân giám mục phụ tá cho Tổng giáo phận; đồng thời cho rằng việc bổ nhiệm đã chứng minh tính đa dạng của cộng đồng Công giáo Tổng giáo phận Atlanta. Với việc bổ nhiệm này, giám mục tân cử sẽ là giám mục phụ tá của một tổng giáo phận có số giáo dân là 1.190.000 trên tổng số cư dân là 7.700.000, sinh sống trong lãnh thổ giáo phận rộng 21.445 dặm vuông. Ông sẽ trở thành giám mục thứ tư trong nhóm điều hành giáo phận gồm Tổng giám mục Hartmayer, OFM Conv. và hai giám mục phụ tá khác là Bernard E. Shlesinger III và Joel M. Konzen, SM. Tân giáo phận ông đến nhận chức vị giám mục phụ tá là một số số 10 thành phố có đông cư dân gốc Việt sinh sống, và ngôn ngữ tiếng Việt là ngôn ngữ phổ biến thứ ba trong cộng đồng Công giáo tại Tổng giáo phận Atlanta. Việc bổ nhiệm tân giám mục đánh dấu kết thúc của một tiến trình bắt đầu hơn một năm trước, khi Tổng giám mục Hartmayer đệ đơn đề nghị Tòa Thánh một giám mục [phụ tá] mới.
Giám mục Tân cử đã gửi thư cho cộng đồng giáo dân giáo xứ của ông để loan báo tin bổ nhiệm, đồng thời xác nhận sẽ tiếp tục thi hành các công tác mục vụ ở giáo xứ cho đến qua lễ Giáng sinh.
Lễ Tấn phong đã được tổ chức tại Nhà thờ St. Peter Chanel, Roswell, Georgia vào ngày 23 tháng 1 năm 2022 vào lúc 2 giờ chiều.. Do Tổng Giám mục Gregory John Hartmayer chủ phong cùng với 2 Giám mục phụ phong là Tổng giám mục Gregory Michael Aymond, Tổng giám mục Tổng giáo phận New Orleans, LA và Tổng giám mục Alfred Clifton Hughes, nguyên Tổng giám mục Tổng giáo phận New Orleans, LA.

## Tông truyền
Giám mục Gioan Trần Văn Nhàn được tấn phong giám mục ngày 23 tháng 1 năm 2023, thời Giáo hoàng Phanxicô, bởi:
- Chủ phong: Tổng giám mục Tổng giáo phận Atlanta Gregory J. Hartmayer.[18]
- Hai giám mục phụ phong: Tổng giám mục Gregory Michael Aymond, Tổng giám mục Tổng giáo phận New Orleans, LA và Tổng giám mục Alfred Clifton Hughes, nguyên Tổng giám mục Tổng giáo phận New Orleans, LA.